# Pirverdilər
Pirverdilər è un comune dell'Azerbaigian situato nel distretto di Daşkəsən. Conta una popolazione di 924 abitanti.